# Boulanouare
Boulanouare (en arabe : بو لنوار) est une ville du Maroc. Elle est située dans la région de Béni Mellal-Khénifra, à 5 kilomètres de Khouribga. Ce village minier est fondé par les colons français dans les années 1920, afin de loger les ouvriers des mines de phosphate. L'Olympique Club de Boulanouare en est le représentant sportif.